# Cecilia Rouse
Cecilia Elena Rouse, född 18 december 1963 i Walnut Creek, Kalifornien, är en amerikansk ekonom, verksam vid Princeton University. Hon var mellan mars 2021 och mars 2023 ordförande för Council of Economic Advisers i Joe Bidens administration.